# Bulbophyllum leptocaulon
Bulbophyllum leptocaulon là một loài phong lan thuộc chi Bulbophyllum.